# Constantin Talpeș
Constantin Talpeș (n. 2 ianuarie 1896 – d. 12 februarie 1949, Brașov, România) a fost un general român care a luptat în cel de-al Doilea Război Mondial.
A absolvit Școala Militară de Ofițeri de cavalerie în 1916. A fost înaintat la gradul de locotenent-colonel la 1 octombrie 1937 și la gradul de colonel la 10 mai 1941.
A fost decorat pe 17 octombrie 1941 cu Ordinul „Mihai Viteazul” cl. III-a „pentru curajul și hotărîrea cu care condus atacul Nistrului, reușind să cucerească poziția fortificată a inamicului. Luptând în linie cu ostașii săi, a arătat bravură excepțională”.
A îndeplinit funcția de prefect al județului Teleorman până în 9 septembrie 1944, când a fost înlocuit cu col. (r.) Constantin Ionescu și trecut la comandă.
A fost decorat la 4 august 1945 cu Ordinul Militar „Mihai Viteazul” cu spade, clasa III, „pentru curajul deosebit și destoinicia cu care și-a comandat divizia în luptele dela Tisa, apoi cu acțiunea de urmărire începută după cucerirea orașului Abaujszanto, cucerind succesiv 14 localități și surprinzând intacte podurile dela Hidasnemety și Goncz. De aceeași bravură a dat dovadă în luptele pentru cucerirea satului Alsokalosa și a localității Beje, operațiune ce a dus la cucerirea rapidă a 2l localități în 48 ore de lupte, precum și în operațiunile din zona muntoasă unde a cucerit o serie întreagă de înălțimi și localitățile Ribary și Ileaci, după care străbătând catena muntoasă între râul Gron și râul Cremenciuki, căzând în flancul inamicului, contribue la cucerirea localității Kremnitz”.

## Decorații
- Ordinul „Steaua României” în gradul de ofițer (8 iunie 1940)[6]
- Ordinul Militar „Mihai Viteazul” clasa III-a (17 octombrie 1941)[3]
- Ordinul „Mihai Viteazul” cu spade, cl. a III-a (4 august 1945)[5]

## Legături externe
- en  Generals.dk